# Parní hodiny

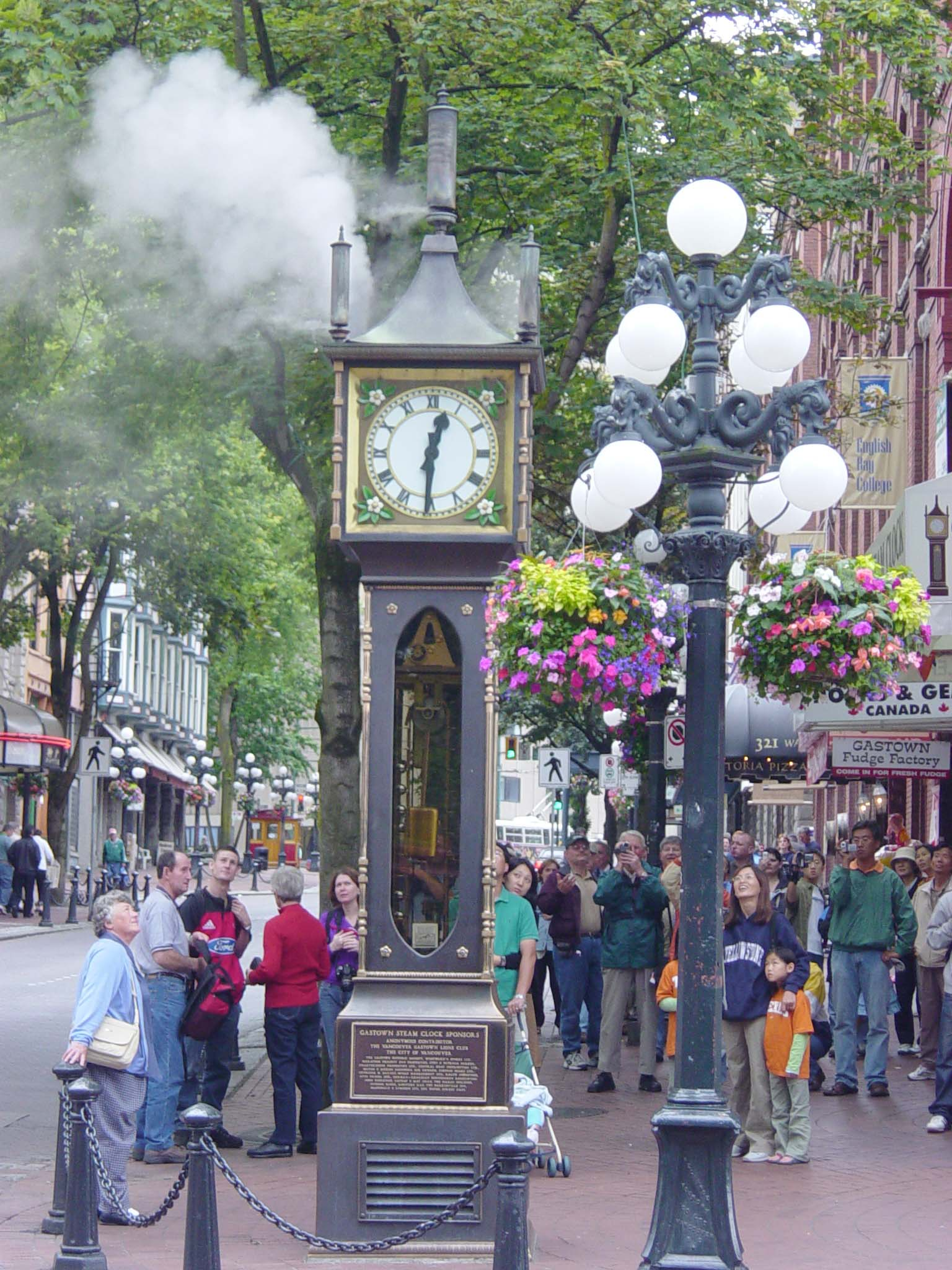
Parní hodiny ve Vancouveru

Parní hodiny jsou takové hodiny, které jsou zcela nebo částečně poháněné parním strojem. Existuje jen málo funkčních parních hodin. Většinu jich zkonstruoval kanadský hodinář Raymond Saunders a jsou umístěny na veřejných místech. Ty, které postavil, jsou umístěny v Otaru (Japonsko), v Indianapolis (USA) a v kanadských městech Vancouver, Whistler a Port Coquitlam. Parní hodiny od ostatních autorů jsou instalovány v St Helier na ostrově Jersey a na místě zvaném Chelsea Farmer's Market v Londýně.
Ačkoliv jsou často stylizovány tak, aby vypadaly jako z 19. století, jedná se o mnohem novodobější fenomén inspirovaný parními hodinami z Vancouverského Gastownu, které Saunders postavil v roce 1977. Jedinou výjimkou jsou parní hodiny od birminghamského inženýra Johna Inshawa z 19. století, jež postavil za účelem demonstrování všestrannosti páry.